# Prêmio Perl-UNC
O Prêmio Perl-UNC (em inglês:  Perl-UNC Prize) é concedido internacionalmente na área da neurociência. Seu propósito é duplo: reconhecer pesquisadores por descobertas notáveis e entendimentos seminais em neurociência e celebrar a força do programa de pesquisa em neurociência da Universidade da Carolina do Norte em Chapel Hill (UNC). Até 2018 seis recipientes do Prêmio Perl-UNC ganharam um Prêmio Nobel em Fisiologia ou Medicina (Linda Buck, Richard Axel, May-Britt Moser e Edvard Moser) ou Química (Roger Tsien e Roderick MacKinnon). Outros três ganharam um Prêmio Kavli em Neurociência (Thomas Jessell, Cornelia Bargmann e Marcus Raichle).

## Criação
Edward Perl (1926-2014), neurocientista e antigo professor de biologia celular e fisiologia da UNC School of Medicine, estabeleceu o prêmio em 2000 para reconhecer contribuição científica notável na neurociência. Ele havia imaginado que o comitê de seleção escolheria os destinatários "de um amplo campo de neurociência, que vai do desenvolvimento aos mecanismos moleculares e à função integrativa". Perl observou ainda que "o prêmio me permite agradecer a universidade pelas oportunidades que me deu" e que "ajudaria a chamar a atenção para a instituição e nossa força na neurociência".

## Recipientes
- 2000 David Julius, Cloning the Capsaicin Receptor.[3]
- 2001 Roderick MacKinnon, Solving the Crystal Structure of the Potassium Channel.[4]
- 2002 Linda Buck e Richard Axel, Discovery of the Family of Olfactory Receptor Proteins.[5][6]
- 2003 Yves Barde, Discovery of Brain-Derived Neurotrophic Factor.[7][8]
- 2004 Roger Tsien, Development of Tools for Monitoring Signaling in Living Nerve Cells.[9][10]
- 2005 Robert Malenka e Roger Nicoll, Discovery of Mechanisms that Underlie Long-term Synaptic Plasticity.[11]
- 2006 Solomon Halbert Snyder, Identification of Opiate Receptors in the Brain.[12]
- 2007 Huda Zoghbi, Discovery of the Genetic Basis of Rett Syndrome.[13][14]
- 2008 Michael E. Greenberg, Discovery of Signaling Pathways Underlying Activity-Regulated Gene Transcription.[15]
- 2009 Thomas Jessell, Defining Molecular Mechanisms that Regulate the Development of Neural Circuits.[16]
- 2010 Catherine Dulac e Cornelia Bargmann, Discovery of Chemosensitive Circuits that Regulate Social Behaviors.[17][18][19]
- 2011 Karl Deisseroth, Edward Boyden e Feng Zhang, Development and Application of Optogenetics for Studying Neural Circuit Functions.[20][21][22]
- 2012 Edvard Moser e May-Britt Moser, Discovery of Key Principles Governing the Internal Representation of Space and Episodic Memory.[23][24]
- 2013 Marcus Raichle, Discoveries Relating to the “Default Mode Network” of Brain Function.[25]
- 2014 David W. Tank, Discovery of Fundamental Mechanisms of Neural Computation.[26][27]
- 2015 Christopher A. Walsh, Discovery of Genes and Mechanisms Regulating Human Cortical Development.[28]
- 2016 David J. Anderson, Discovery of neural circuit mechanisms controlling emotional behaviors.[29]
- 2018 Doris Tsao e Winrich Freiwald, Discovery of brain mechanisms of face recognition.[30]

## Comitê de seleção
Os membro correntes são William Snider (Chair), Thomas Jessell, Tom Albright, Vanessa Ruta, Julie Kauer, Regina Carelli, Ben Philpot e Mark Zylka.